# Thüringer Kommunalordnung
Die Thüringer Gemeinde- und Landkreisordnung (kurz: Thüringer Kommunalordnung – ThürKO)  ist das Gesetz zur Regelung des Kommunalrechts des Freistaates Thüringen. Es regelt die Rechtsstellung der Gemeinden und Landkreise Thüringens. Auch die Gliederung von Gemeinden in Ortsteile bzw. Landgemeinden in Ortschaften und die Zusammenfassung von Gemeinden zu Verwaltungsgemeinschaften ist geregelt. Dementsprechend ist es gegliedert in die Gemeindeordnung (Erster Teil, §§ 1 bis 85), die Landkreisordnung (Zweiter Teil, §§ 86–115) und gemeinsame Bestimmungen (Dritter Teil, §§ 116–132). Das Gesetz trat 1994 in Kraft und wurde 1998 und 2003 neu bekanntgemacht. Bei seinem Inkrafttreten löste es in Thüringen die Kommunalverfassung der DDR ab.
Die Änderung der Kommunalordnung durch das Vorschaltgesetz im Juli 2016 wurde 2017 für nichtig erklärt.